# Мост Бас-Шен
Мост Бас-Шен — разрушенный подвесной мост через реку Мен в Анже, Франция. Мост был спроектирован Джозефом Чали (фр.) и Бордильоном и построен в 1836—1839 годах. Мост рухнул 16 апреля 1850 года, когда батальон французских солдат проходил по мосту, и убил более 200 из них.
Мост был длиной 102 м (335 футов), имел два троса, несущих мост шириной 7,2 метра (24 фута). Его опоры состояли из чугунных колонн высотой 5.47 м (17.9 фута).

## Обрушение моста

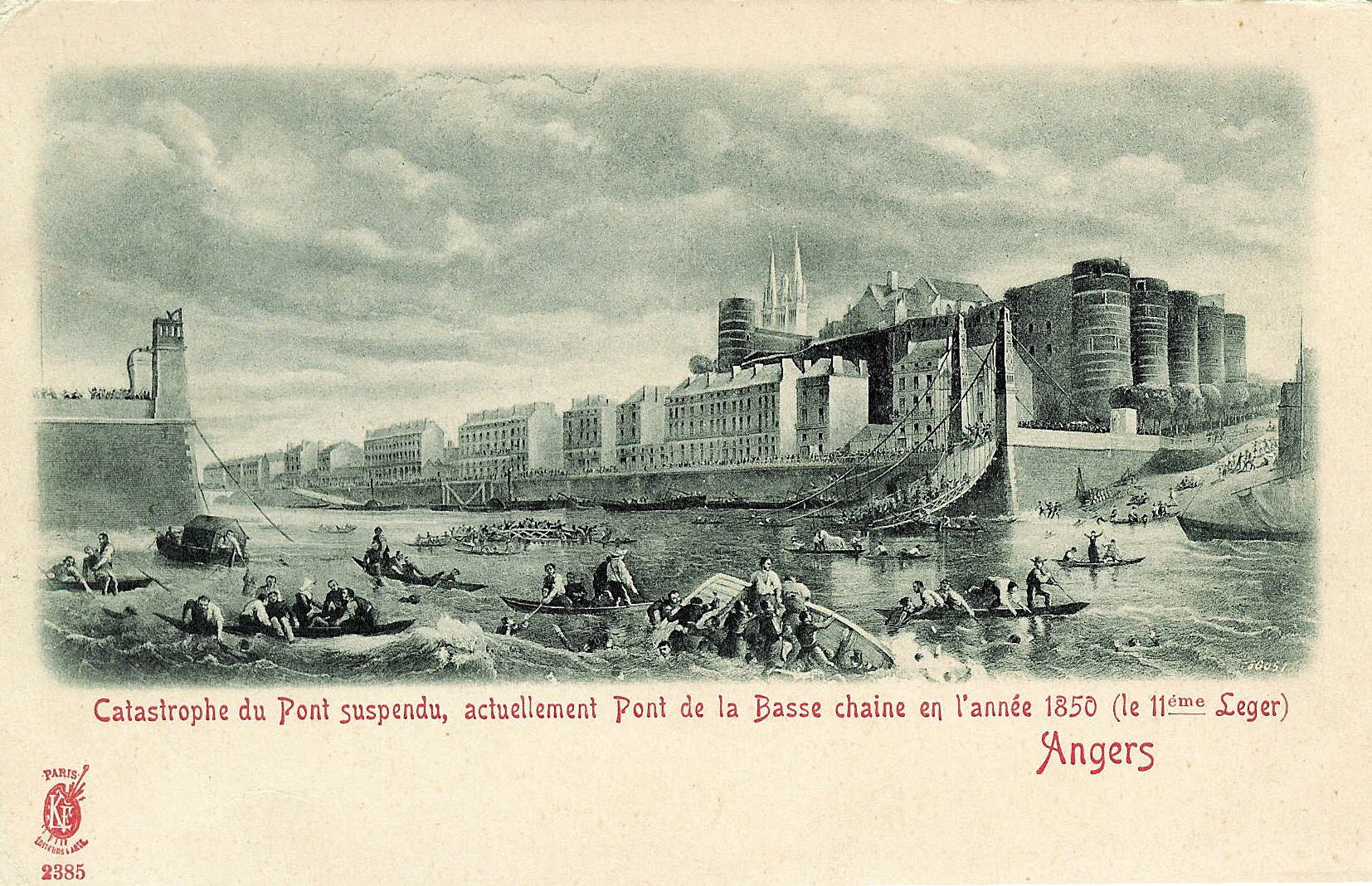
Разрушение моста

Мостом в Анже часто пользовались солдаты полка, дислоцированного в регионе. 16 апреля 1850 года, в день катастрофы, два батальона этого полка перешли реку Мен по мосту. Третий батальон прибыл во время сильной грозы, когда ветер заставлял мост осциллировать. Когда солдаты проходили по мосту, они еще больше раскачали его. Оставшиеся в живых сообщили, что они шли, как пьяные, и едва могли удержаться от падения, сначала в одну сторону, а затем в другую. Как обычно при пересечении этого моста, солдатам было приказано «сломать шаг» и расставить себя дальше, чем обычно. Однако их усилия, направленные на то, чтобы соответствовать раскачиванию и сохранять равновесие, возможно, заставили их непроизвольно маршировать с той же частотой, что способствовало резонансу. В любом случае колебания увеличились. В это время, когда на мосту было 483 солдата и четверо других людей (хотя полиция помешала многим любопытным прохожим присоединиться к маршу), восходящий трос на правом берегу разорвался в своем основании, на глубине от трех до четырех метров под землей, с шумом вроде «плохо сделанного залпа из расстрельной команды». Следующий соседний трос разорвался секундой позже, и правобережный конец моста упал, заставляя поверхность моста наклоняться очень круто, бросая солдат в реку. Многие из тех, кто упал, были спасены своими товарищами-солдатами, которые еще не пересекли мост, и жителями Анже, которые пришли на помощь, но в общей сложности 226 человек погибли.
Трагедия объяснялась динамической нагрузкой, вызванной штормом и солдатами, в частности, по-видимому, в сочетании с коррозией опор для основных тросов. Обнаружено, что анкерные крепления тросов в Анже были очень уязвимы, поскольку были покрыты цементом. Цементный слой должен был защищать их от коррозии в течение определённого времени. Однако это покрытие не помешало воде проникать внутрь и разъедать тросы.